# Alan Gardiner
Sir Alan Henderson Gardiner, (Londres, 29 de março de 1879 – Oxford, 19 de dezembro de 1963) foi um dos principais Egiptólogos ingleses do início do século XX. Ele foi educado no Colégio Charterhouse e no Queen's College, Oxford. 

## Carreira
Após a graduação em Oxford, Gardiner mudou-se para Berlim, onde ajudou a preparar um dicionário egípcio, sob a direção do Professor Erman. Gardiner se especializou no estudo da escrita hierática, viajando a Paris e Turim para copiar manuscritos hieráticos. Algumas de suas publicações mais importantes incluem um livro sobre o Papiro de Turim, em 1959, e "Egito dos Faraós", em 1961, que cobria todos os aspectos da cronologia e história egípcia quando foi publicado. Duas grandes contribuições à filologia feitas por Gardiner foram primeiramente a famosa "Gramática Egípcia" e sua lista de todos os hieróglifos do Médio Império. A publicação da "Gramática Egípcia" produziu uma das poucas fontes disponíveis sobre hieróglifos. Em 1915 Gardiner também conseguiu explicar o sistema de escrita Proto-Sinaítico ao decifrar as "Inscrições B'alat".

## Publicações Importantes
- The Admonitions of an Egyptian Sage from a Hieratic Papyrus in Leiden (Pap. Leiden 334 recto). Leipzig, 1909 (reprint Hildesheim - Zürich - New York, 1990).
- A Topographical Catalogue of the Private Tombs of Thebes, with Arthur E.P. Weigall, London, Bernard Quaritch, 1913.
- "New Literary Works from Ancient Egypt", Journal of Egyptian Archaeology 1 (1914), 20-36 and 100–106.
- Notes on the story of Sinuhe, Paris, Librairie Honoré Champion, 1916
- "The Tomb of a much-travelled Theban Official", Journal of Egyptian Archaeology 4 (1917), 28–38.
- "On Certain Participial Formations in Egyptian", Rev. ég. N.S. 2/1-2 (1920), 42–55.
- "The Eloquent Peasant", JEA 9 (1923), 5-25.
- Egyptian Grammar: Being an Introduction to the Study of Hieroglyphs, 3rd Ed., pub. Griffith Institute, Oxford, 1957 (1st edition 1927), ISBN 0-900416-35-1 (Read online - free registration needed)
- The Theory of Speech and Language, Oxford: Clarendon Press, 1932.
- "The Earliest Manuscripts of the Instruction of Amenemmes I", Mélanges Maspero I.2, 479–496 [pdf 62]. Cairo, Imprimerie de l'Institut Français, 1934
- Ancient Egyptian Onomastica. Vol. I—III. London: OUP, 1947.
- The Ramesseum Papyri. Plates (Oxford 1955)
- The Theory of Proper Names: A Controversial Essay. London; New York: Oxford University Press, 1957.
- Egypt of the Pharaohs, Oxford 1961